# Šota Rustaveli
Šota Rustaveli (gruzinsko შოთა რუსთაველი), gruzinski pesnik, finančni minister in mislec, * 2. polovica 12. stoletja, Rustavij pri Tbilisiju, † začetek 13. stoletja, Jeruzalem.
Rusaveli je bil gruzijski pesnik iz obdobja cesarice Tamare, ko je bila srednjeveška Gruzija na vrhuncu moči. Zelo dobro je poznal antično filozofijo ter arabsko in perzijsko književnost.  

## Dela
Njegovo najbolj znano delo je Vitez v tigrovi koži (Vephistqaosani) (odlomke prevedel Tone Pavček leta 1975), ki je verjetno nastalo v letih 1205-1207, najstarejši rokopis tega dela je iz leta 1646.